# Шубаркольская ГПЭС
Шубарко́льская ГПЭС (каз. Шұбаркөл газ-поршеньдік электростанциясы) — газопоршневая электростанция малой мощности (мини-ТЭС). Расположена на площадке коксохимического завода ТОО «Сары-Арка Спецкокс», в северо-западной части Карагандинской области, на территории Нуринского района. «Сары-Арка Спецкокс», в свою очередь, принадлежит угледобывающей компании АО «Шубарколь комир» холдинга ENRC. Наряду с ГПУ JGC 420 мощностью 1,4 МВт на шахте имени Ленина, один из двух подобных проектов на территории области.

## История и описание
Построенный в 2006 году на территории угольного разреза коксохимический завод производит спецкокс, побочные продукты — каменноугольная смола и коксовый газ. Последний сжигался на факелах. С целью утилизации коксового газа и частичного самообеспечения электроэнергией институтом энергетики имени Шафика Чокина по заказу компании был разработан проект «Организация производства энерго-технологического комплекса на коксовом газе мощностью 5,5 МВт». Строительство малой газопоршневой электростанции на базе коксового газа, было начато в 2011 году на промышленной площадке угольного разреза «Центральный» АО «Шубарколь комир». Первая очередь установленной мощностью 2 МВт была введена в декабре того же года. По плану выработка электроэнергии должна была составлять 11,2 млн кВт⋅ч в год. Стоимость проекта составила 255 млн тенге. Количество обслуживающего персонала — 10 человек.
Состав основного оборудования электростанции: четыре газопоршневые установки контейнерного типа марки Shengdong 500GF-6PWJ китайского производства. Мощность ГПУ — 0,5 МВт каждая. В качестве топлива используется низкокалорийный коксовый газ завода «Сары-Арка Спецкокс» в количестве 2,5 тысяч м³ — 1/10 от общего количества выбросов. Выработанная ГПЭС электроэнергия обеспечивает нужды завода в электроэнергии.

## Перспективы
Ввод второй очереди электростанции, стоимостью 971 млн тенге, позволит полностью покрыть потребности угольного разреза в электроэнергии и существенно снизит выбросы парниковых газов в атмосферу. Основное оборудование по проекту состоит из 11 газопоршневых установок мощностью 0,5 МВт каждая. Ввод второй очереди, по разным данным, планировался на 2013 и 2014 годы. Проект включен в карту индустриализации Казахстана.